# Papilio lowii
Papilio lowii är en fjärilsart som beskrevs av Druce 1873. Papilio lowii ingår i släktet Papilio och familjen riddarfjärilar. Inga underarter finns listade i Catalogue of Life.

## Bildgalleri

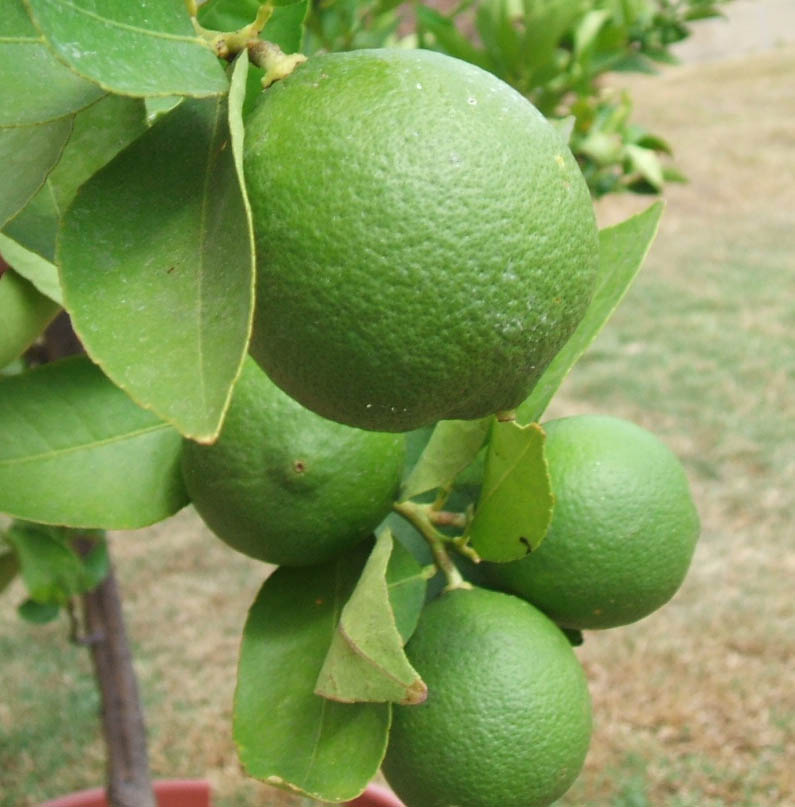